# Too Many People
Too Many People est une chanson écrite et jouée par l'ex-Beatle et musicien britannique Paul McCartney. Elle apparaît comme première chanson sur son album solo Ram paru en 1971.

## Analyse des paroles
La chanson parle en général de ce que les gens font, ce que trop de gens font. Toutefois, les paroles trouveront un autre sens dans la mesure où son ex-partenaire John Lennon verra dans cette chanson, comme dans plusieurs autres de l'album, des attaques directes à son égard. John Lennon y répondra par une violente diatribe How Do You Sleep? sur l'album Imagine.  Too Many People n'était pas une attaque ni même une leçon: un simple constat. Parallèlement à cette chanson, McCartney explique en entrevue : « Je trouvais que John et Yoko disaient à tout le monde ce que l'on devait faire, d'où la phrase Too many people preaching practices. Ça m'enrageait de les voir agir ainsi. Enfin, c'est la seule attaque ».

## Structure musicale
La chanson est assez simple par sa structure et sa composition. Elle commence doucement avec une introduction à la guitare acoustique de McCartney qui chante « Piece of cake! », suivi du premier couplet plus énergique et du refrain très calme où McCartney chante avec une voix de fausset en compagnie de sa femme Linda. Puis la structure recommence : couplet-refrain et enchaîne avec un solo de guitare joué par Paul en une seule prise avec le solo de guitare plus loin, puis séparés au montage. Encore la même structure : couplet-refrain, mais cette dernière section présente des paroles différentes. Le second solo de guitare est joué avec en fond Paul et Linda McCartney poussant des cris. La chanson se termine avec en fade out un solo de guitares acoustique et électrique.